# 姜亚勋
姜亚勋（1913年—2004年1月23日），别名来苏，男，湖南宁乡人，中华人民共和国政治人物，曾任湖南省农业厅副厅长，湖南省政协副主席。